# Застава М85
Застава М85 је карабин коју је дизајнирала и производила тадашња југословенска фабрика Застава оружје. Ради се о скраћеној верзији оригиналне пушке, Застава М80, која је и сама наследница јуришне пушке Застава М70. М85 је практично исти као и М70, Застава М92, једина разлика је у калибру, а у овом случају дизајн магацина, исти као и код оригиналних пушака, М70 и М80. 
Као и његова првобитна варијанта, М80 и М85 је требало да буде ново оружје у арсеналу Југословенске народне армије, али распад Југославије је пореметио производњу. Тренутно се производи претежно за комерцијалну продају и извоз.

## Карактеристике
Застава М85 је пушка у облику АК која садржи елементе дизајна совјетских АКМСУ и АКС-74У карабина, али коморна за западни калибар 5,56 × 45 мм . Ради се на гасном погону, ваздушним хлађењем, магацинима и нуди могућност селективне ватре . Може се разликовати од традиционалних чланова породице АК по јединственој хватаљци од полимера, магацина  5,56х45 мм, а најзначајније по карактеристичном „Југо“ штитнику за руке, који је дужи и који има три отвора за хлађење уместо уобичајена два. М85 такође поседује скривач пламена, уређај који је копиран директно са АКС-74У. Поред тога, М85 је уграђен помоћу пријемника који је израђен од челичног лима од 1,5 мм, који је дебљи од челика од 1,0 мм који се користи у већини пушака изведених АК. То резултира повећаном издржљивошћу по цени повећане тежине. 

## Варијанте
- Застава М80 - Оригинална пушка
- Застава М90 - Побољшана верзија оригиналне пушке
- Застава М92 - Готово идентична варијанта коморна за совјетску  7,62 × 39 мм (карабин верзија аутоматске пушке Застава М70)